# Tuy Dương, Tuân Nghĩa
Tuy Dương (绥阳县) là một huyện tại địa cấp thị Tuân Nghĩa, Quý Châu, Cộng hòa Nhân dân Trung Hoa. Huyện này có diện tích 2566 km2, dân số năm 2002 là 490.000 người, mã số bưu chính là 563300.

## Các đơn vị hành chính
Tuân Nghĩa có các đơn vị hành chính trực thuộc sau:

### Cáctrấn
- Dương Xuyên (洋川镇)
- Đặng Dương (郑场镇)
- Vượng Thảo (旺草镇)
- Bồ Trường (蒲场镇)
- Phong Hoa (风华镇)
- 枧坝镇
- 茅垭镇
- Hoàng Dương (黄杨镇)
- 宽阔镇
- Thái Bạch (太白镇)
- 青棡塘镇
- Ôn Tuyền (温泉镇)

### Cáchương
- 大路槽乡
- Tiểu Quan (小关乡)
- Bình Lạc (坪乐乡)。